# Lacantis
Lacantis (en grec antic Λακανiτις) és el nom d'un districte de Cilícia, a la regió de Tars, entre els rius Cidnos (Cydnus) i Sarosa (Sarus). En aquest districte hi havia la ciutat d'Irenòpolis, segons diu Claudi Ptolemeu.